# Schleiermacher (Familie)
Schleiermacher ist der Familienname mehrerer Personen, deren Vorfahren aus dem Oberhessischen stammen:
- Johann Georg Schleyermacher († 24. August 1687), deutscher Pädagoge, Praeceptor Classici des Fürstlichen Paedagogiums in Darmstadt[1]
- Ludwig Schleiermacher (1670–1716), deutscher Mediziner, ⚭ Elisabeth Christina Schleiermacher geb. Cotta (1683–1746)
  - Carl Schleiermacher (1710–1781), deutscher Arzt, ⚭ Sophia Schleiermacher geb. Gebhard (1723–1778)
    - Johanna Margaretha Schleiermacher (1747–1813)
    - Johanetta Maria Schleiermacher (1750–1825)
    - Ernst Schleiermacher (1755–1844), deutscher Naturwissenschaftler und Museumsdirektor, ⚭ Henriette von Hesse (1764–1800)
      - Ludwig Johann Schleiermacher (1785–1844), deutscher Bibliothekar
        - Heinrich August Schleiermacher (1816–1892), hessischer Finanzminister, ⚭ Johanette Philippine Catharina Auguste Schleiermacher, geborene Schenck
          - August Schleiermacher (1857–1953), deutscher Physiker und Hochschullehrer, ⚭ Elise Wilhelmine Friederike Turban (1860–1933)
            - Ernst Friedrich Schleiermacher (* 1892), Ingenieur
              - Annette Schleiermacher (1926–2024), Schauspielerin

            - Wilhelm Schleiermacher (1904–1977), deutscher Altphilologe und Provinzialrömischer Archäologe

      - Andreas Schleiermacher (1787–1858), deutscher Orientalist und Bibliothekar, ⚭ Louise Caroline Maurer (1793–1867)

- Johann Schleyermacher, aus Bad Wildungen stammend, Schultheiß in Gemünden (Wohra)[2]
  - Heinrich Schleyermacher
  - Anna Edula Schleyermacher
    - Daniel Schleyermacher (1697–~1765, auch Schleiermacher), Pastor in Elberfeld und Ronsdorf sowie Mitstifter der Sekte der Zioniten in Ronsdorf
      - Johann Gottlieb Adolph Schleiermacher (1727–1794), Feldprediger, ⚭ (1) Elisabeth Katharina Stubenrauch (1736–1783),  ⚭ (2) Christine Karoline Kühn
        - Friederike Charlotte Schleiermacher (1765–1831)
        - Friedrich Schleiermacher (1768–1834), deutscher Theologe, Philosoph und Pädagoge, ⚭ Henriette von Willich geb. von Mühlenfels (1788–1840)
          - Clara Elisabeth Schleiermacher vh. Besser (1810–1881)
          - Hanna Gertrud Schleiermacher vh. Lommatzsch (1812–1839)
          - Hildegard Marie Schleiermacher vh.  Gräfin von Schwerin (1817–1889)
          - Nathanael Hermann Schleiermacher (1820–1829)
…
            - Eckard Schleiermacher (* 1958), Apotheker
              - Johannes Schleiermacher (* 1984), deutscher Jazzmusiker

            - Steffen Schleiermacher (* 1960), Pianist und Komponist

        - Johann Carl Schleiermacher (* 1772), Apotheker
        - Caroline Marie Schleiermacher (1777–1781)
        - Anna Maria Louise „Nanna“ Schleiermacher (1786–1869) ⚭ Ernst Moritz Arndt (1769–1860), deutscher Schriftsteller, Historiker und Freiheitskämpfer

- Ruth Schleiermacher (* 1949), deutsche Eisschnellläuferin